# 김한표
김한표(金漢杓, 1954년 8월 8일~)는 대한민국의 정치인이다. 제19·20대 국회의원을 지냈다.

## 학력
- 장목국민학교 졸업
- 장목중학교 졸업
- 1973년 동아고등학교 졸업
- 1982년 한국외국어대학교 행정학 학사
- 1986년 연세대학교 행정대학원 행정학 석사
- 2006년 한국외국어대학교 대학원 행정학 박사

## 경력
- 2025. 4.~2025. 4. 국민의힘 홍준표 제21대 대통령 선거 경선후보 무대홍 캠프 국민안전비전본부장
- 2022. 2.~2022. 3. 국민의힘 대통령 후보 윤석열 선거대책본부 경남 선거대책위원회 상임고문
- 2022. 2.~2022. 3. 국민의힘 제20대 대통령선거 선거대책본부 윤석열 대통령 후보 직속 위원회 미래를 여는 희망위원회 위원
- 2021. 10.~2021. 11. 국민의힘 홍준표 제20대 대통령 선거 예비후보 jp희망캠프 경남선거대책위원장
- 2020. 10.~ 경남대학교 행정대학원 행정학과 초빙석좌교수
- 2016 20대 국회의원(새누리당→자유한국당/경남 거제시)
- 2012 19대 국회의원(무소속→새누리당/경남 거제시)
- 2011 가덕도 신공항유치 거제 시민연대 공동대표
- 2009 제 14기 민주평통자문위원
- 2007 미래사회국민포럼 상임운영위원
- 2006 거제교통 택시기사(6개월)
- 2005 경기대학교 사회교육원, 동의대학교 사회교육원 출강
- 2006 경남 마산창신대학 경찰행정학과 초빙교수, 겸임교수
- 1998 경남 거제경찰서장
- 1994 청와대 대통령 경호실 가족경호부장
- 1993 청와대 대통령 민정비서실 행정관
- 1992 제14대 대통령후보 경찰경호대장
- 1989 경찰청 수사 간부 연수과정 제8기 수료
- 1988 경찰청, 서울지방경찰청,부산지방경찰청 근무
- 1983 청와대 경호실 제101경비단
- 1983 경찰간부후보생 제31기 졸업, 경위 임관

## 의정활동
- 제20대 국회 미래통합당 원내수석부대표
- 제20대 국회 후반기 교육위원회 간사
- 제20대 국회 전반기 정무위원회 간사
- 제20대 국회 후반기 예산결산특별위원회 위원
- 제20대 국회 전반기 예산결산특별위원회 위원
- 국회 의회 외교단체 한ˑEU 친선협회 회원
- 자유한국당 정책위원회 정무 정책조정위원장
- 2018.6.13지방선거 자유한국당 경남도당 공천관리위원장
- 자유한국당 경남도당 위원장
- 자유한국당 경남도당 거제시 당협위원장
- 새누리당 경남 거제시 당원협의회 위원장
- 새누리당 원내부대표
- 제19대 국회 산업통상자원위원회 위원
- 제19대 국회 예산결산특별위원회 위원
- 제19대 국회 운영위원회 위원
- 제19대 국민안전혁신특별위원회 위원
- 제19대 국회 지식경제위원회 위원
- 제4정책조정위원회 위원

## 수상
- 1986 내무부장관 표창
- 1987 대통령 표창
- 1996 근정포장
- 2010 한국수필 신인상수상[1]
- 2012 국정감사 우수국회의원 <국정감사 NGO모니터단>
- 2012 대한민국 건설문화대상 의정부문 <국토일보>
- 2013 대한민국 국회 과학기술 우수의정상 <한국과학기술단체총연합회>
- 2013 국회의원 헌정대상 <법률소비자연맹>
- 2013 국정감사 우수국회의원 <국정감사 NGO모니터단>
- 2014 대한민국 국회 과학기술 우수의정상 <한국과학기술단체총연합회>
- 2014 대한민국 유권자 대상 <유권자시민행동>
- 2014 국회의원 헌정대상 <법률소비자연맹>
- 2014 국정감사 우수국회의원 <새누리당 산업통상자원위원회>
- 2015 도전대한민국 나눔봉사 대상 <(사)도전한국인운동협회>
- 2015 국정감사 우수국회의원 <국정감사 NGO모니터단>
- 2015 국회의원 헌정대상 <법률소비자연맹> (경남 유일 3년 연속 수상으로 본회의 재석률 100%, 법안투표율 99.69%로 종합평가 93.97점/100점 만점)[2]
- 2016 국회의원 공약대상 <국정감사 NGO모니터단>
- 2016 국회의원 헌정대상 <법률소비자연맹> (4년 연속 수상)

## 전과 및 논란

### 뇌물 전과
1999년 거제 경찰서장 재직시 산림훼손 혐의로 입건된 피의자 김모씨로부터 1억원을 받은 혐의 등으로 기소되어 ‘특정범죄가중처벌 등에 관한 법률위반(뇌물수수)’혐의 사건 선고공판에서 ‘상고기각’ 판결(징역 1년, 집행유예 2년)이 내려졌다. 김한표 의원은 총선후보 선거 공보에 "전과: 법원에서 뇌물액수 및 추징금, 금전을 대가로 부정행위를 없다는 판결, 공소장 변경 및 5억원 보석금 등 정치적 탄압으로 판단"한다는 주장의 소명서를 제출하였다.
이에 대하여 상대 후보측은 대법원 판결과 배치됨을 주장하며 이의제기를 하였고,선거 이후 상대당인 더불어민주당은 사실(대법원 판결2002도5219, 부산고법판결2002노175, 창원지법판결2001고합57)과 다른 허위사실 적시로 김한표 당선자를 고발하였다.

### 정치자금 유용 논란
2016년 한겨레의 취재로 김한표 의원은 단란주점으로 등록된 노래방에서 15만원을 정치자금으로 지불한 것이 확인되어 보도됐다. 언론사의 취재에 대하여 김한표 의원측은 "착오로 정치자금 카드로 결제했다."고 밝혔고, 이후 3월 31일 "반환 절차를 거치고 있다."고 밝혔다.

### 알선뇌물수수 혐의 기소
알선뇌물수수 혐의로 불구속 기소되어 논란이 되고있다. 검찰에 따르면 2015년 7월 경남의 한 건설업체 대표 김아무개(59)씨로부터 ‘경남 거제시 공유수면 매립사업 인허가를 잘 봐달라’는 청탁과 함께 1000만원을 받은 혐의를 받고 있으며 건설업체 대표의 공유수면 매립허가 1건은 실제 허가로 이어진것으로 파악되고 있다. 또 2015년 2월 건설업체 대표 김씨로부터 두 차례에 걸쳐 1500만원을 받은 혐의(정치자금법 위반)로 김 의원의 지역 사무실 사무국장 김아무개(59)씨와 4월 불법 정치자금 1000만원을 받은 혐의(정치자금법 위반)로 김의원 선거캠프 전 조직국장 김아무개(57)씨도 같이 불구속 기소되었다.

### 선거법 위반 혐의 기소
검찰이 알선수재 뇌물수수혐의로 불구속 기소된 새누리당 김한표 의원을 선거법위반 혐의로 11일 추가 기소했다. 창원지검 통영지청은 12일 "김한표 의원을 공직선거법 상 허위사실공표죄를 적용해 기소했다"고 밝혔다. 검찰에 따르면 김 의원은 지난 2002년 뇌물죄로 징역 1년, 집행유예 2년 대법원 확정판결을 받았는데, 총선 과정에서 이에대한 공천 자격 논란이 일자 발표한 성명서에서 별다른 설명없이 출마할 수 있는 권리가 회복되었다는 뜻으로 '복권됐다'고 표기했다. 검찰 관계자는 "사실 확인 결과 김 의원은 복권된 적이 없었다. 피선거권만 회복된 상태였다"고 설명했다.

### 檢, 김한표 의원에게 징역 1년 구형
알선뇌물수수 등 혐의…벌금 2000만 원·추징금 1000만 원도
함께 기소된 측근 2명에게도 징역 10월·6월 등 징역형 구형
결과... 김한표 무죄선고 확정

## 가족
- 배우자: 이경숙
- 자녀: 1남 2녀

## 역대 선거 결과
|  | 43.60% |

|  | 37.50% |

|  | 35.30% |

|  | 44.19% |

|  | 7.43% |

## 소속 정당
| 소속 정당 | 소속 정당  | 소속 기간 | 비고      |
| --------- | ---------- | --------- | --------- |
|           | 한나라당   | 2000      | 정계 입문 |
|           | 무소속     | 2000      | 탈당      |
|           | 민주국민당 | 2000~2002 | 입당      |
|           | 무소속     | 2002~2007 | 탈당      |
|           | 한나라당   | 2007~2008 | 복당      |
|           | 무소속     | 2008      | 탈당      |
|           | 한나라당   | 2008~2012 | 복당      |
|           | 새누리당   | 2012      | 당명 변경 |
|           | 무소속     | 2012      | 탈당      |
|           | 새누리당   | 2012~2017 | 복당      |
|           | 자유한국당 | 2017~2020 | 당명 변경 |
|           | 미래통합당 | 2020      | 합당      |
|           | 국민의힘   | 2020~2022 | 당명 변경 |
|           | 무소속     | 2022~2024 | 탈당      |
|           | 국민의힘   | 2024~현재 | 복당      |

## 같이 보기
- 거제시 (선거구)
- 거제시의 국회의원